# (2438) Oleshko
(2438) Oleshko es un asteroide perteneciente al cinturón de asteroides, descubierto el 2 de noviembre de 1975 por Tamara Mijáilovna Smirnova desde el Observatorio Astrofísico de Crimea (República de Crimea).

## Designación y nombre
Designado provisionalmente como 1975 VO2. Fue nombrado Oleshko en honor a la partisana y heroína soviética Valentina Iósifovna Oleshko.